# Czerwonoarmista
Czerwonoarmista (ros. Красноармеец, trans. Krasnoarmiejec) – bazowy stopień wojskowy i podstawowe stanowisko personelu wojskowego Armii Czerwonej w latach 1918–1946. W tym czasie używane również jako synonim słowa „żołnierz”, które wyszło z oficjalnego użycia po rewolucji październikowej jako kontrrewolucyjne.
Oznaczenia stopnia czerwonoarmisty zostały wprowadzone po przywróceniu systemu rang w Armii Czerwonej w 1935 roku. We Flocie Czerwonej jego odpowiednikiem był krasnofłotiec. Po zmianie nazwy Armii Czerwonej na Armię Radziecką w lutym 1946 roku stopień czerwonoarmisty został zastąpiony szeregowym (ros. рядовой).
W języku potocznym słowo „czerwonoarmista” bywa używane na określenie każdego żołnierza Armii Czerwonej niezależnie od posiadanego stopnia wojskowego.

## Oznaczenia stopnia

Patka czerwonoarmisty na kołnierz płaszcza (1935–1940)
Patka czerwonoarmisty na kołnierz munduru (1935–1940)
Patka czerwonoarmisty na kołnierz płaszcza (1940–1943)
Patka czerwonoarmisty na kołnierz munduru (1940–1943)
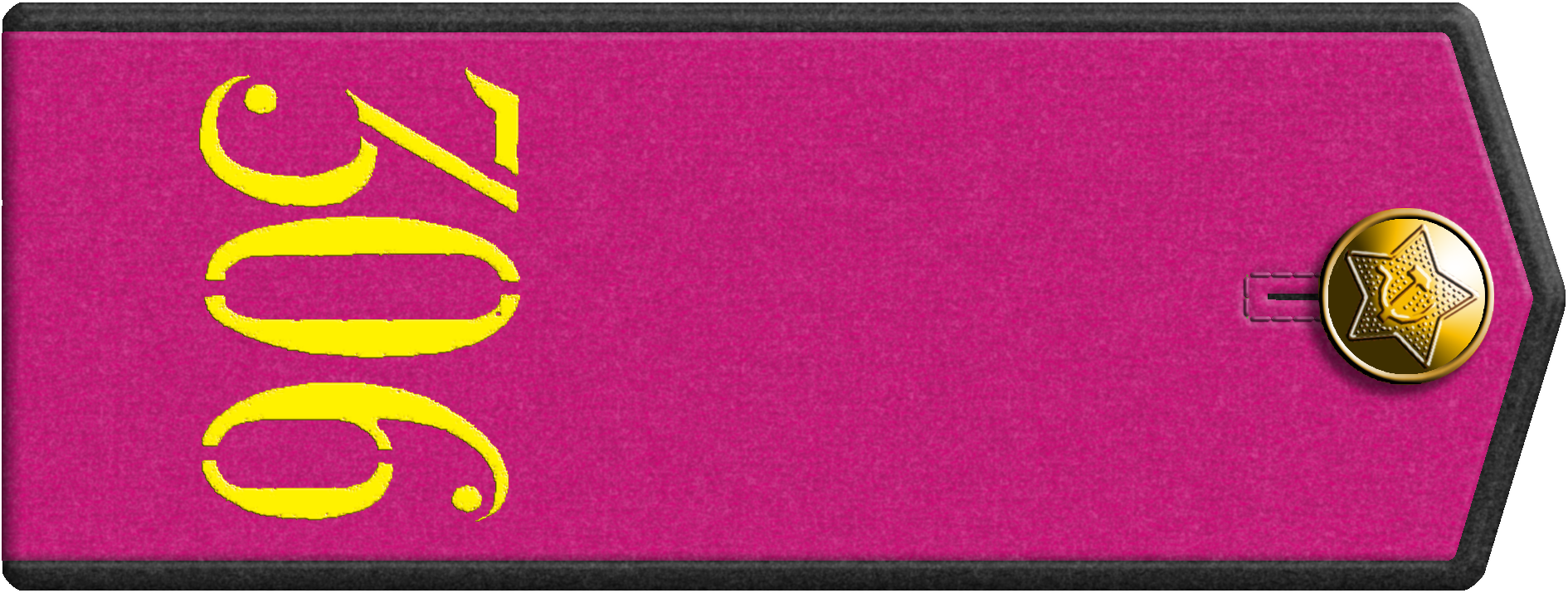
Pagon czerwonoarmisty służącego w piechocie do munduru galowego i wyjściowego (1943–1946)
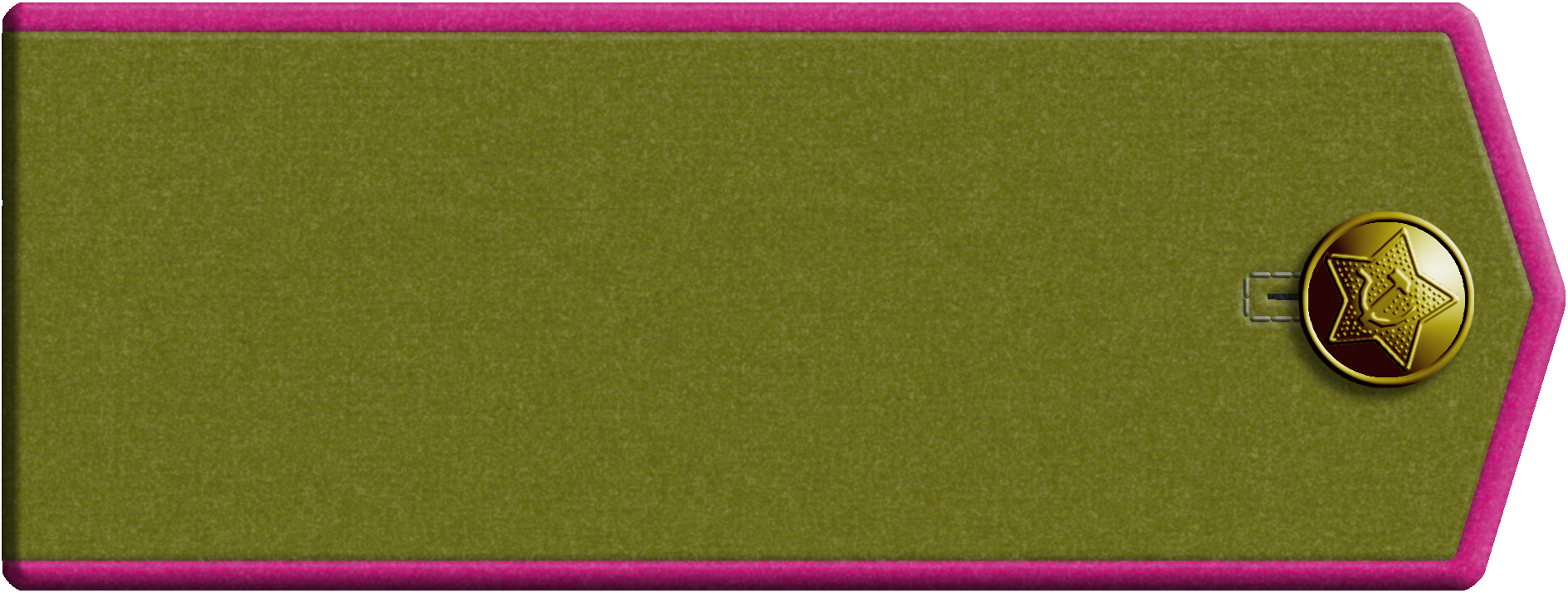
Pagon czerwonoarmisty służącego w piechocie do munduru polowego (1943–1946)